# Ситамау (княжество)
Княжество Ситамау (хинди सीतामऊ राज्य) — туземное княжество Индии в период британского владычества, существовавшее с 1701 по 1947 год. Его столица находилась в городе Ситамау, округ Мандсаур, штат Мадхья-Прадеш. Общая площадь княжества составляла 350 квадратных миль. Средний доход государства составлял 130 000 рупий. Правящая династия исторически была связана с раджпутской династией Ратхор из княжества Ратлам.

## Правители
Правителями княжества была раджпутская династия Ратанават Ратхор, потомки Ратана Сингха Ратхора (1618—1658).

### Раджи
- 1701—1748: Кешо Дас (? — 1748)
- 1748—1752: Гай Сингх (? — 1752)
- 1752—1802: Фатех Сингх (? — 1802)
- 1802—1867: Радж Рам Сингх I (? — 1867)
- 1867 — 28 мая 1885: Бхавани Сингх (1836—1885)
- 8 декабря 1885 — 7 апреля 1899: Бахадур Сингх
- 13 июля 1899 — 9 мая 1900: Шардул Сингх (? — 1900)
- 11 мая 1900 — 15 августа 1947: Радж Рам Сингх II (1880—1967), с 11 декабря 1911 года — сэр Радж Рам Сингх II[2].